# Jerzy Stuhr
Jerzy Oskar Stuhr (polskt uttal: [ˈjɛʐɨ ˈʂtur]), född 18 april 1947 i Kraków, död 9 juli 2024 i Kraków, var en polsk skådespelare (inom såväl teater som film), manusförfattare och regissör. Han var utbildad vid scenskolan i Kraków. Stuhr hör till Polens kändaste skådespelare och arbetade sedan tidigt 1970-tal inom teater, film och TV. År 1976 inleddes ett samarbete med regissören Krzysztof Kieślowski som skulle innebära ett flertal stora roller under de följande två årtiondena. Bland andra regissörer Stuhr arbetat med finns Andrzej Wajda, Agnieszka Holland, Juliusz Machulski och Piotr Szulkin. År 1994 debuterade Stuhr själv som långfilmsregissör och stod sedan dess bakom ett antal egna filmer, vissa med tydliga intryck från Kieślowski. Stuhr arbetade alltid inom många olika genrer och med både smala och breda produktioner.

## Filmer i urval
Roller
- Trzecia część nocy (1971)
- Ärret (Blizna) (1976)
- Dansledaren (Wodzirej) (1978)
- Utan bedövning (Bez znieczulenia) (1978)
- Befrielsen (Aktorzy prowincjonalni) (1978)
- På väg (Útközben) (1979)
- Amatören (Amator) (1979)
- Ödets nyck (Przypadek) (1981)
- Wojna światów – następne stulecie (1981)
- Uppdrag sex (Seksmisja) (1984)
- O-bi, o-ba – slutet på civilisationen (O-bi, o-ba. Koniec cywilizacji) (1985)
- Den tysta solens år (Rok spokojnego slonca) (1985)
- Ga, ga. Chwała bohaterom (1986)
- Kingsajz (1988)
- Dekalogen, "10: Du skall icke åtrå din nästas egendom" (Dekalog, "Dziesiec") (1988)
- Déjà vu (1990)
- Den vita filmen (Trois couleurs Blanc) (1993)
- Spis cudzołożnic (1994)
- Historie miłosne (1997)
- Kiler (1997)
- Älskade kamel (Duze zwierze) (2000)
- Pogoda na jutro (2003)
- Kajmanen - B-filmarens revansch (Il caimano) (2006)
- Vi har en påve! (Habemus Papam) (2011)

Regi
- Spis cudzołożnic (1994)
- Historie miłosne (1997)
- Älskade kamel (Duze zwierze) (2000)
- Pogoda na jutro (2003)